# Actia biarticulata
Actia biarticulata är en tvåvingeart som först beskrevs av Meunier 1895.  Actia biarticulata ingår i släktet Actia och familjen parasitflugor.
Artens utbredningsområde är Frankrike. Inga underarter finns listade i Catalogue of Life.